# Саломоне (Бјела)
Саломоне је насеље у Италији у округу Бијела, региону Пијемонт.
Према процени из 2011. у насељу је живело 45 становника. Насеље се налази на надморској висини од 361 м.